# Образцов, Константин Николаевич
Константи́н Ни́колаевич Образцов (28 июня 1877 — 1949) — русский поэт, священник. Известен как автор песни «Ты, Кубань, Ты наша Родина» (1914 год), написанной на русско-турецком фронте и ставшей народной песней, гимном Кубани.

## Биография
Родился в 1877 году, в семье служащего железной дороги, проживающей в Рыбинске. Через пять лет, в 1882 году,  семейство поехало за отцом, переведенным в г. Тифлис. На Кавказе через год умерла от простуды мать семейства. Отец женился повторно и Константин рос с отцом и мачехой. Константин поступил в Тифлисскую духовную семинарию. За год до окончания семинарии, умер отец, и будущий священник остался круглым сиротой. Семинарию окончил в числе лучших и был направлен в Петербургскую духовную академию. Образцов поступил в Юрьевский (Тартуский) университет, учился на историко-филологическом факультете. В эти годы активно писал и печатался. На своё обучение зарабатывал сам, работая летом на железной дороге. Женился, из-за материальных проблем оставил университет, принял сан священника. Служил во Владикавказской епархии — сначала в Карском Епархиальном соборе, потом получил приход в станице Слепцовской.
Здесь у него умер маленький сын. Молодой священник переходит в военное ведомство и становится полковым священником 1-го Кавказского казачьего полка, участвовал в Первой мировой войне, где был награждён орденом Святой Анны 3-й степени, без мечей (1915).
На фронте в 1914 году написал стихотворение «Ты Кубань ты наша родина, вековой наш богатырь», посвященная казакам родного 1-го Кавказского казачьего полка в память о боевой славе в годы Первой мировой войны. Стихотворение имело большой успех, было положено на музыку и стало исполняться Войсковым казачьим хором на музыку М. П. Колотилина. Произведение опубликовано в июле 1915 года в журнале «Кубанский казачий вестник».
В 1919 году песня на его стихи становится Гимном кубанской войсковой Рады, а позднее и Гимном Кубани: «Ты Кубань, Ты наша Родина».